# Ranitomeya benedicta
Espèce
Synonymes
- Dendrobates benedictus (Brown, Twomey, Pepper & Sanchez-Rodriguez, 2008)

Statut de conservation UICN

 VU B1ab(iii,v) : Vulnérable
Statut CITES
Ranitomeya benedicta est une espèce d'amphibiens de la famille des Dendrobatidae.

## Répartition
Cette espèce est endémique du Pérou. Elle se rencontre dans les régions de Loreto et de San Martín de 150 à 405 m d'altitude dans la pampa del Sacramento entre le río Huallaga et le río Ucayali.

## Description
Ranitomeya benedicta mesure jusqu'à 20,2 mm.

## Étymologie
Le nom spécifique benedicta vient du latin benedictus, béni, en référence à son lieu de découverte, la pampas del Sacramento. Le nom fait également référence à la nature rapide et insaisissable de cette espèce, ceux qui ont la chance de rencontrer cette espèce peuvent s'estimer bénis.

## Publication originale
- Brown, Twomey, Pepper & Sanchez-Rodriguez, 2008 : Revision of the Ranitomeya fantastica species complex with description of two new species from Central Peru (Anura: Dendrobatidae). Zootaxa, no 1832, p. 1-24 (texte intégral).